# Mișa Levin
Mișa Levin (n. 27 octombrie 1915, Bălți—d. ?) a fost un politician comunist român de origine evreiască cu educație de patru clase. Mișa Levin a fost arestat pentru răspândirea de manifeste comuniste în anul 1940. În perioada 1948 - 1950, Mișa Levin a fost deputat în Marea Adunare Națională dar a fost exclus din PMR în anul 1950. În perioada 1948 - 1950, Mișa Levin a fost membru în Comitetul Central al Partidului Muncitoresc Român.

## Carieră politică
Mișa Levin a devenit membru al Partidului Comunist Român, în anul 1933. El a fost:
- zețar la Atelierele "Adevărul" din București, în perioada 1933 - 1937
- zețar la ziarul "Timpul", din anul 1937
- membru al Comisiei de organizare a Sindicatelor și al Consiliului Central al Frontului Unic Muncitoresc după terminarea războiului al doilea mondial, începând din 23 august 1944
- membru al Consiliului General al Federației Sindicale Mondiale, din octombrie 1945
- membru al Biroului Politic al Partidului Social Democrat, din 1947
- prim-consilier de legație la Ministerul Afacerilor Străine, din 30 decembrie 1947
- ministru plenipotențiar, clasa a II-a, la Ministerul Afacerilor Străine, din 20 ianuarie 1948
- consilier de legație al Republicii Populare Române la Roma, din 1948

## Referință
1. ↑  ro Membrii CC al PCR